# Leon Bukojemski

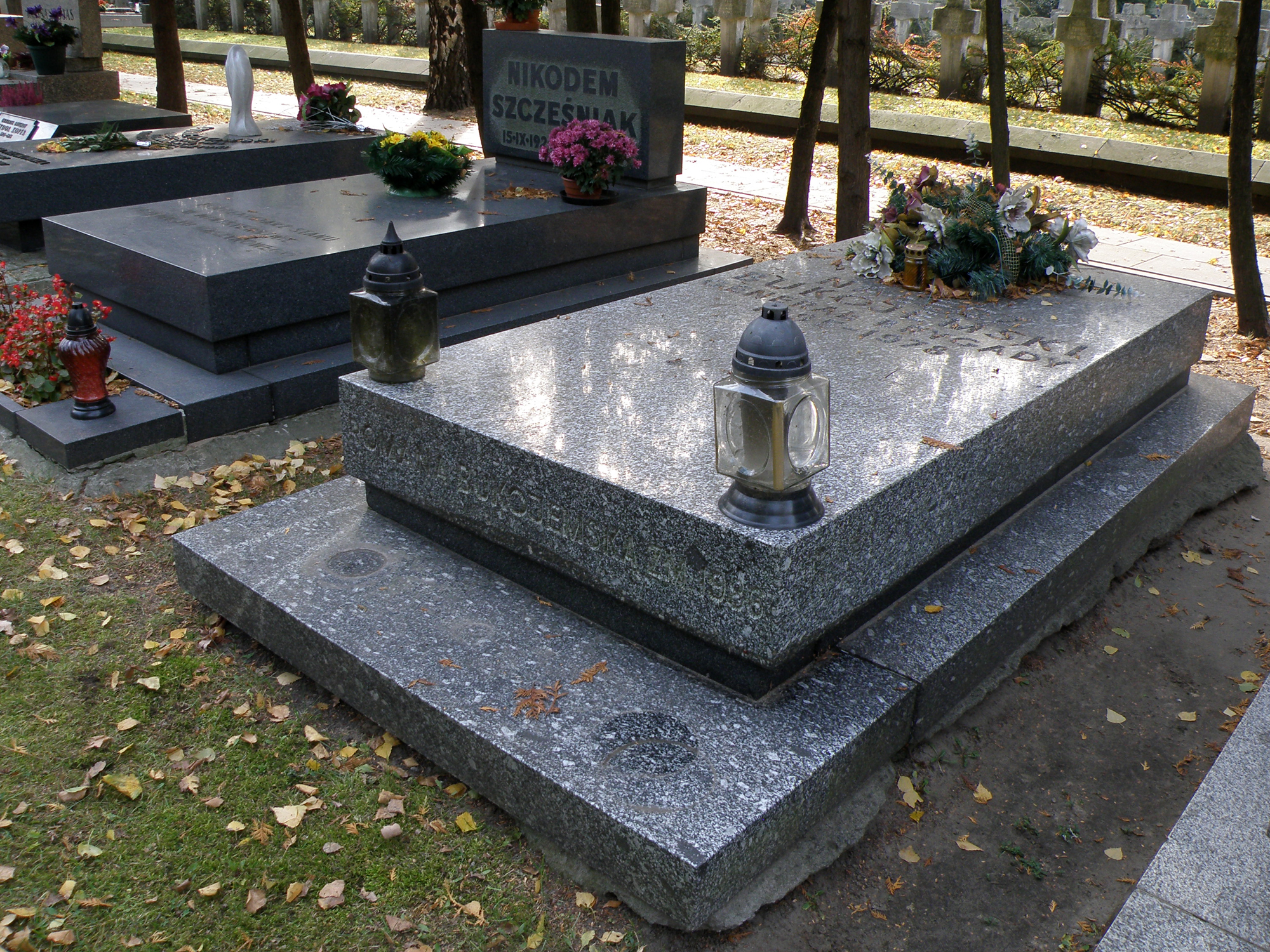
Grób Leona i Romany Bukojemskich

Leon Bukojemski, Leon Bukojemski-Nałęcz (ur. 27 sierpnia 1895 w Mrukowej, zm. 6 maja 1978 w Warszawie) – podpułkownik Wojska Polskiego (zdegradowany 1942), generał brygady ludowego Wojska Polskiego.

## Życiorys
Urodził się 27 sierpnia 1895 w Mrukowej, w ówczesnym powiecie jasielskim Królestwa Galicji i Lodomerii, w rodzinie Antoniego, dyrektora kopalni nafty w Drohobyczu, i Elzy z Müllerów (Elize Maria de Costa Miller). W 1913 r. po ukończeniu gimnazjum studiował na Wydziale Lądowym Politechniki Lwowskiej. W 1915 roku eksternistycznie zdał maturę w Wyższej Szkole Realnej w Krakowie.
8 sierpnia 1914 wstąpił do Legionów Polskich i został przydzielony do I batalionu 1 pułku piechoty. 20 marca 1915 został przeniesiony do 4. baterii 1 pułku artylerii. Był starszym ogniomistrzem. 17 października 1917 został wcielony do cesarskiej i królewskiej Armii i przydzielony do 11 Brygady Artylerii Polowej, a następnie skierowany do szkoły oficerów rezerwy w Pressburgu. 10 sierpnia 1918 otrzymał przydział do Pułku Artylerii Polowej Nr 24, lecz do pułku nie przybył. 1 września tego roku rozpoczął działalność konspiracyjną w Polskiej Organizacji Wojskowej na stanowisku komendanta podokręgu Wieluń (Okręg IX Częstochowa).
14 grudnia 1918 objął dowództwo III batalionu 27 pułku piechoty. 10 lutego 1919 został przydzielony do Inspektoratu Artylerii w Warszawie i wysłany do Armii Polskiej we Francji. 27 lutego tego roku, po przybyciu do Francji, został skierowany na kurs 75 mm armat. Generał Józef Haller nadał mu od dnia 1 marca 1919 stopień porucznika ze starszeństwem od dnia 1 października 1918. 19 stycznia 1921 został zatwierdzony z dniem 1 kwietnia 1920 w stopniu porucznika, w artylerii, w grupie oficerów byłej Armii gen. Hallera. W latach 1923–1925 pełnił służbę w 22 pułku artylerii polowej w Rzeszowie. W styczniu 1926 został przeniesiony do 2 dywizjonu artylerii konnej w Dubnie na stanowisko oficera zwiadowczego. 3 listopada 1926 objął obowiązki kwatermistrza dywizjonu, a 30 września 1927 objął dowództwo 3. baterii. 18 lutego 1928 r. awansował na majora ze starszeństwem z dniem 1 stycznia 1928 roku i 15. lokatą w korpusie oficerów artylerii. W kwietniu tego roku został przeniesiony do 2 pułku artylerii polowej Legionów w Kielcach na stanowisko dowódcy III dywizjonu. 11 kwietnia 1933 roku został przeniesiony do 12 pułku artylerii lekkiej w Złoczowie na stanowisko kwatermistrza. Na podpułkownika został awansowany ze starszeństwem z 1 stycznia 1936 i 13. lokatą w korpusie oficerów artylerii. Później przeniesiony do 25 pułku artylerii lekkiej w Kaliszu na stanowisko zastępcy dowódcy pułku. Z dniem 1 maja 1938 został przeniesiony w stan spoczynku.
W czasie kampanii wrześniowej służył jako oficer sztabowy Armii „Łódź” i dowódca artylerii grupy operacyjnej gen. Kazimierza Sawickiego. W październiku aresztowany przez NKWD. Był osadzony w obozie jenieckim NKWD w Griazowcu. Następnie skierowany do tzw. willi rozkoszy, gdzie NKWD prowadziła z wybranymi oficerami rozmowy na temat utworzenia polskiej dywizji na terenie ZSRR z pominięciem Rządu RP w Londynie. Po ataku niemieckim na ZSRR i zawarciu układu Sikorski-Majski skierowany 1 września 1941 do Armii Polskiej dowodzonej przez gen. Władysława Andersa jako dowódca artylerii 10 Dywizji Piechoty.
17 marca 1942 r. wezwano go do stawienia się przed sądem wojskowym w Jangi-Jul. Podstawą oskarżenia było oświadczenie jednego z oficerów, że podczas pobytu w obozie utrzymywał kontakty z władzami sowieckimi. Tam został aresztowany i po rozprawie, mimo braku dowodów winy, skazany na 15 lat więzienia i degradację za działanie na szkodę sojuszników Polski (a właściwie za przeciwstawianie się wyprowadzeniu armii do Iranu, oportunizm i łamanie dyscypliny wojskowej). Po rozprawie rewizyjnej zmniejszono mu karę do 14 miesięcy więzienia i 17 września 1942 r. osadzono w więzieniu w Taszkencie. W areszcie i w więzieniu ciężko chorował na malarię. 20 kwietnia 1943 r. w wyniku zerwania stosunków polsko-sowieckich zwolniony z więzienia i 28 kwietnia przybył do Moskwy.
Od maja 1943 r. służył w 1 Polskiej Dywizji Piechoty im. Tadeusza Kościuszki. Organizator i dowódca 1 pułku artylerii lekkiej, a następnie 1 Brygady Artylerii Armat. 29 stycznia 1944 wydał w imieniu dowódcy Polskich Sił Zbrojnych w ZSRR „Zarządzenie w sprawie uczczenia pamięci poległych oficerów zamordowanych w lesie katyńskim”, tym samym potwierdzając oficjalny stosunek władz ZSRR do kwestii zbrodni katyńskiej. Od 30 kwietnia 1944 r. zastępca dowódcy artylerii 1 Armii WP. W tym samym roku awansowany na pułkownika i generała brygady. W lutym 1945 r. został pierwszym dowódcą Lubelskiego Okręgu Wojskowego.
W czerwcu 1945 r. został przeniesiony do rezerwy. Mieszkał w Warszawie. Pracował na różnych stanowiskach w administracji państwowej. Aktywny działacz kombatancki w ramach Związku Bojowników o Wolność i Demokrację.
Zmarł 6 maja 1978 r. Pogrzeb gen. bryg. Leona Nałęcz-Bukojemskiego odbył się 12 maja na Cmentarzu Komunalnym (d. Wojskowym) na Powązkach w Warszawie (kwatera 4B-tuje-12). Ministerstwo Obrony Narodowej reprezentował wiceminister obrony narodowej, Główny Inspektor Obrony Terytorialnej gen. broni Tadeusz Tuczapski. Zmarłego pożegnał wiceminister do spraw kombatantów, sekretarz generalny Zarządu Głównego ZBoWiD Stanisław Kujda.
Był żonaty z Romaną z Niewiarowskich z (1897–1986), z którą miał syna i córkę.

## Ordery i odznaczenia
- Order Sztandaru Pracy II klasy
- Krzyż Złoty Orderu Wojskowego Virtuti Militari
- Krzyż Srebrny Orderu Wojskowego Virtuti Militari nr 4968[30]
- Krzyż Komandorski z Gwiazdą Orderu Odrodzenia Polski
- Krzyż Niepodległości – 6 czerwca 1931 „za pracę w dziele odzyskania niepodległości”[31]
- Krzyż Walecznych po raz pierwszy nr 14201 – „za czyny orężne w czasie bojów Legionów Polskich”[32][33]
- Krzyż Walecznych po raz drugi i trzeci
- Złoty Krzyż Zasługi – 10 listopada 1928 „w uznaniu zasług, położonych w poszczególnych działach pracy dla wojska”[34][35]
- Medal Pamiątkowy za Wojnę 1918–1921 – 1928[36]
- Medal Dziesięciolecia Odzyskanej Niepodległości – 1928[36]
- Brązowy Medal „Za zasługi dla obronności kraju” (1967)[37]
- Odznaka „Za wierną służbę”[38]
- Odznaka pamiątkowa Polskiej Ochotniczej Armii we Francji - Miecze Hallerowskie nr 1070[38]
- Złota odznaka honorowa „Za Zasługi dla Warszawy” (1965)[39]
- Złota odznaka honorowa „Za Zasługi dla Warszawy” (po raz drugi - 1971)[40]
- Odznaka 25-lecia Ligi Obrony Kraju (1970)[41]
- Medal Waleczności 1 klasy[6]
- Krzyż Wojskowy Karola[6]